# Marcel Breuer

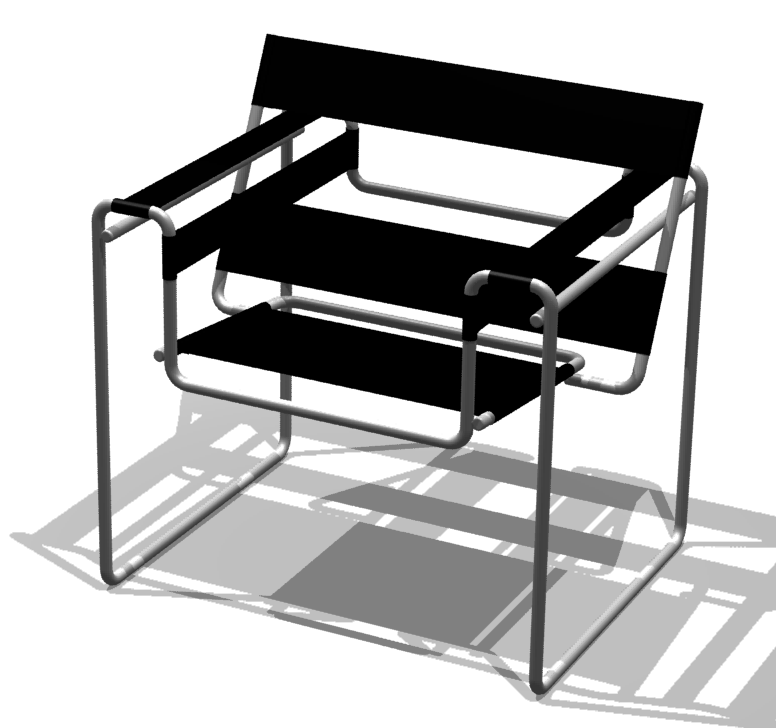
Sedia Wassily o modello B3, 1925

(Giulio Carlo Argan)
Marcel Breuer (Pécs, 22 maggio 1902 – New York, 1º luglio 1981) è stato un architetto e designer ungherese. È stato un importante esponente del Bauhaus e del movimento moderno

## Biografia
Nei primi anni venti studia all'Akademie der bildenden Künste Wien di Vienna ed alla scuola del Bauhaus di Weimar (corso di falegnameria). A 19 anni, nel 1921 progetta e realizza l'African chair o sedia romantica in legno scolpito a mano e tessuti disegnati. La forma di questa sedia è fondamentale per comprendere le origini derivanti dalle culture locali (popolar ungherese in questo caso) e da produzioni artigiane. Questa sedia, come la maggior parte dei prototipi noti del Bauhaus, viene realizzata artigianalmente all'interno dei laboratori.
Dopo un periodo di formazione professionale presso uno studio d'architettura a Parigi, tornò presso la scuola del Bauhaus dal 1925 come insegnante e fino al 1928 diresse il laboratorio del mobile.
E sotto la sua direzione dal 1926 i laboratori iniziarono a produrre sedie e tavoli in tubolari d'acciaio, inizia la progettazione di mobili moderni in tubolare metallico, tra cui le sue famose sedie sia in legno e schienale in stoffa sia in tubolare di ferro con schienale impagliato attraverso le quali ricerca soluzioni espressive nuove. Vengono anche creati nuovi materiali come l'eisengarn che sarà utilizzato per la prima volta da Breuer nella Sedia Wassily. Nel 1927 la produzione industriale brevettata di questi mobili (fra i quali molti disegnati da lui) conobbe un'attività a pieno ritmo..

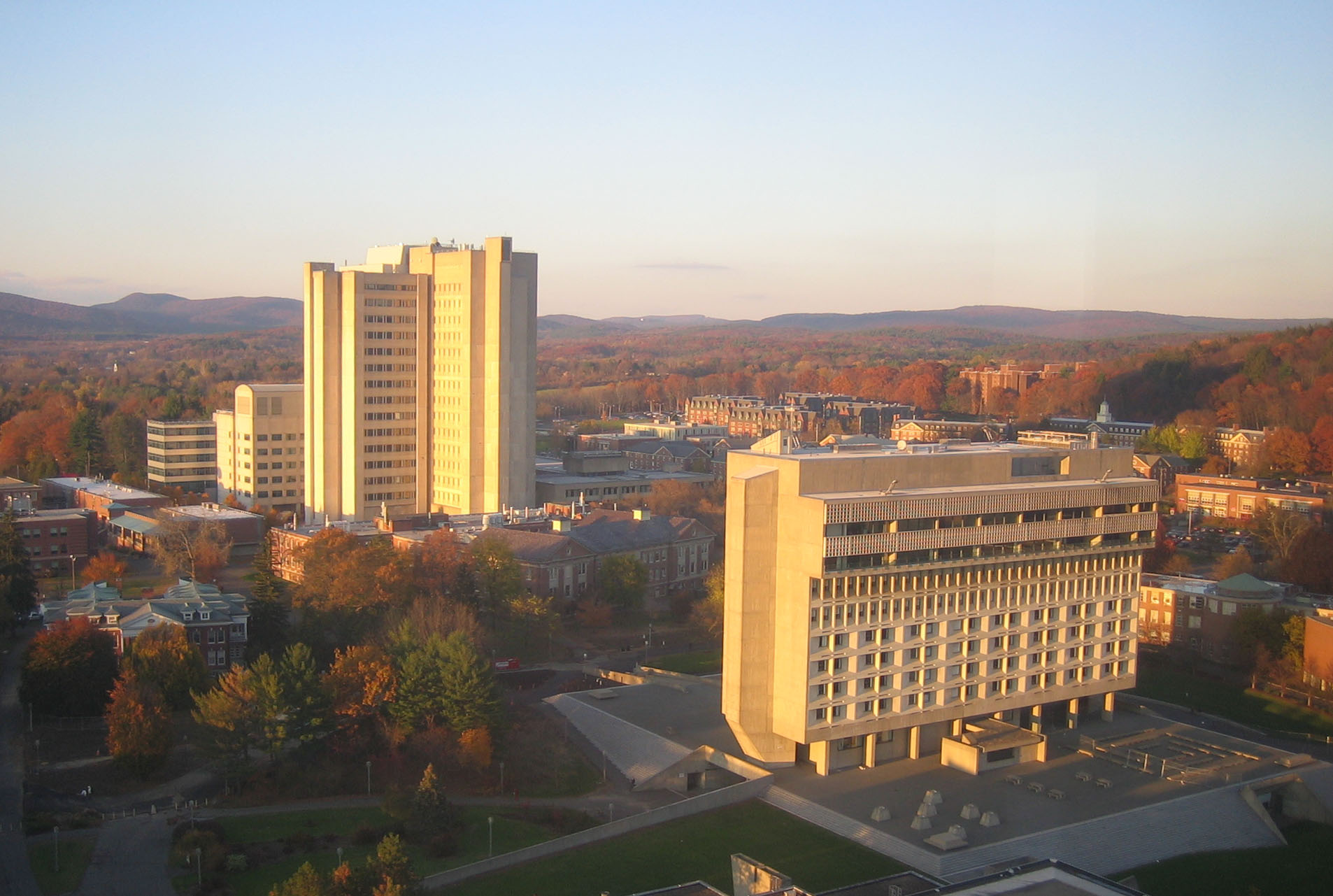
Campus dell'Università del Massachusetts (1965/69)

Progetta gli interni del Bauhaus a Dessau (1925/26) e per l'abitazione del regista teatrale Erwin Piscator a Berlino nel 1927. Nel 1928 dopo le dimissioni di Walter Gropius anche Breuer, insieme a László Moholy-Nagy e Herbert Bayer, lasciò il Bauhaus ed insieme a Gropius aprì uno studio di architettura a Berlino. Nel 1932 le sue costruzioni ad uso abitativo realizzate in Germania, in quelle zurighesi del 1934 e in quelle nel Sussex del 1936 manifestò la sua tendenza all'ordine e ad un certo rigore inseriti nell'ambito della corrente razionalista.
A fine settembre del 1932 il Bauhaus cessò le attività e dopo l'avvento del nazismo nel 1933, molti architetti furono costretti a ritirarsi dalla professione, nel 1934 Breuer insieme a Gropius emigrarono precipitosamente in Inghilterra.
Dal 1935 a 1937 lavora a Londra, presso lo studio F.R.S. Yorke, per il quale progetta mobili in alluminio.
Dal 1937 si trasferisce presso la Harvard University, dove è docente di architettura.
Dal 1938 al 1941 è in studio con Walter Gropius. Da questo momento perseguirà soluzione non sempre rigorose come il campanile della Saint John's Abbey nel Minnesota.

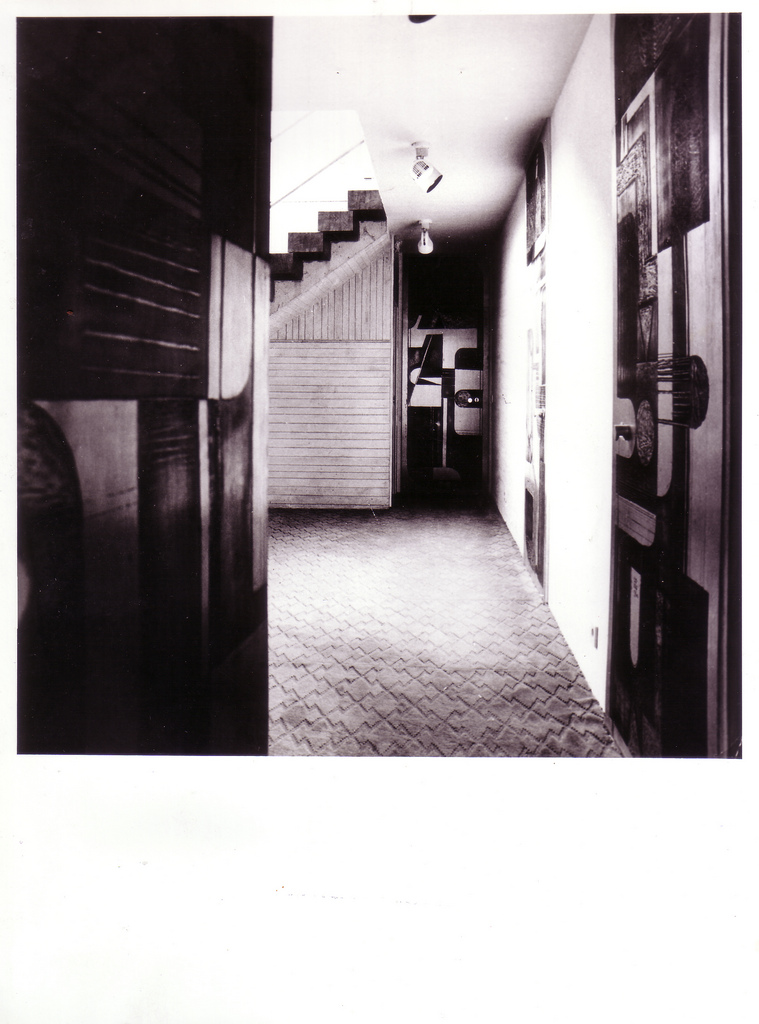
Opere di Nerone Ceccarelli in Casa Saier

Nel 1952 collabora con Pier Luigi Nervi e Bernhard Zerfhuss alla progettazione del Palazzo dell'UNESCO a Parigi, mettendosi in evidenza per la struttura del fabbricato.
Nel 1956 apre lo studio Marcel Breuer and Associates. Il progetto dell'UNESCO viene ripreso ed ampliato per il Centro Ricerche dell'IBM. Nel 1972 realizzò per i coniugi Saier una casa a Glanville costituita da due nuclei abitativi collegati solo da un muro sotto un'imponente copertura sostenuta da tre pilastri intervallati da pareti esterne totalmente vetrate, realizzando un edificio espressivo totalmente innovativo. All'interno trovano collocazione pannelli e incisioni in zinco dello scultore Nerone Ceccarelli.

## Edifici
- Asilo Sonnhalde, Lucerna (CH), 1968/1972
- Department of Housing and Urban Development, Washington (USA), 1968
- Whitney Museum of American Art, New York (USA), 1966
- Palazzo dell'Unesco (in collaborazione con Pier Luigi Nervi), Parigi (F), 1959
- Casa Breuer, New Canaan, Connecticut (USA), 1951
- Aluminium City Terrace (in collaborazione con Walter Gropius), New Kensington, Pennsylvania (USA), 1940/1941
- Chamberlain House (in collaborazione con Walter Gropius), Wayland, Massachusetts (USA), 1940/1941
- Frank House (in collaborazione con Walter Gropius), Pittsburgh, Pennsylvania (USA), 1939/1940
- Casa Harnischmacher, Wiesbaden, 1934
- J. Ford House (in collaborazione con Walter Gropius), Lincon, Massachusetts (USA), 1938/1939
- Gropius House (in collaborazione con Walter Gropius), Lincon, Massachusetts (USA), 1937/1938
- Complesso residenziale Doldertal, Zurigo, 1935/1936
- Casa Saier, Glanville, Francia, 1972-1973 (con Mario Jossa e lo scultore Nerone Ceccarelli )

## Design
- The African Chair, 1921, con la tessitrice Gunta Stölzl
- Sedia Wassily, 1925
- Sedia B32 "Cesca", 1928
- Poltrona B 35, 1928-29
- Lettino n. 313, 1932
- Tavolo, 1925-1926
- Poltrona, 1935-1936